# 诺基亚Lumia 610
Nokia Lumia 610是由諾基亞開發，採用微軟Windows Phone作業系統的智慧型手機。

## 硬體
Lumia 610提供了破格黑、新銳藍、創異紅、前衛白四種顏色，背蓋的顏色同樣也可以自行搭配更換，電池使用與Lumia 710同款BP-3L的1300mAh鋰電池，搭載TFT 3.7吋電容式多點觸控螢幕，500萬畫素自動對焦相機，支援720p錄影，無法使用硬體圖形加速，沒有前置鏡頭，使用Micro SIM卡，和Lumia 710不同的是，沒有指南針 (磁力計感應器)，無使用ClearBlack螢幕，記憶體只有256MB。

## 軟體
採用微軟Windows Phone作業系統，整合社群網站功能，內建Office Mobile、Internet Explorer 9 Mobile，預載網際網路共用功能，市集圖示也有Nokia的客製化，增加了代表Nokia的n字樣市集圖示。相機無法使用地理標籤功能、背光模式，由於較低階的關係，內建的社群功能也不支援自動上傳SkyDrive（可以手動），記憶體僅只有256MB，在市集中能使用的程式也相對的減少，例如Skype就無法在Lumia 610上使用。

### Windows Phone 7.8

#### 1066.0000.8858.12470
- 可以調整大小的動態磚帶來全新的開始畫面體驗，點選並按住動態磚即可調整大小。
- 新增佈景主題色彩。
- 鎖定畫面的改進，使用Bing本日精選相片當做背景圖案，以及為鎖定碼提供意外輸入保護。
- 作業系統版本7.10.8862.144。
- 修正動態磚的功能問題，例如動態磚可能無法更新的問題。

## 外部連結
- - Nokia HongKong 官方網站（页面存档备份，存于）
- - Nokia Gobal Wide 官方網站（页面存档备份，存于）